# Pandercetes nigrogularis
Pandercetes nigrogularis là một loài nhện trong họ Sparassidae.
Loài này thuộc chi Pandercetes. Pandercetes nigrogularis được Eugène Simon miêu tả năm 1897.